# CreateSpace
CreateSpace est le nom commercial d'On-Demand Publishing, LLC, un service d'auto-édition géré par Amazon,. Fondé en 2000 en Caroline du Sud sous le nom de BookSurge, il est racheté par Amazon en 2005.
CreateSpace publie des livres contenant n'importe quel contenu autre qu'uniquement du lorem ipsum. Il n'effectue ni de modification, ni de vérification et imprime les livres à la demande, ce qui signifie que chaque volume est produit en réponse à un achat réel sur Amazon.
En juillet 2018, Createspace annonce son intention de transférer le contenu multimédia vers les services Media on Demand d'Amazon au cours des prochains mois. En août, il est annoncé que Createspace fusionnera avec le service Kindle Direct Publishing d'Amazon.